# جيسي بروك
جيسي بروك (بالإنجليزية: Jesse Brock)‏ هو كاتب أغاني أمريكي، ولد في 18 يوليو 1972.